# Impero Gupta
L'Impero Gupta è stato uno dei maggiori imperi politici e militari dell'antica India. Fu governato dalla dinastia Gupta tra il 240 e il 550 d.C. e occupò la maggior parte dell'India settentrionale, l'attuale Pakistan orientale e parte dell'attuale Bangladesh occidentale.
Sotto questo impero si ebbe un periodo di pace e prosperità che favorì lo sviluppo culturale: viene considerata l'"età classica indiana", sebbene quest'espressione possa includere anche l'Impero Maurya e i secoli tra le due grandi dinastie.
L'epoca dell'Impero Gupta è considerata l'"età dell'oro" della cultura indiana dal punto di vista artistico, letterario e scientifico (in modo analogo alle dinastie Han e Tang in Cina, agli Abbasidi nella civiltà islamica e alla cultura greco-romana per la civiltà occidentale).
I Gupta stabilirono un efficace sistema amministrativo e un forte potere centrale, permettendo tuttavia una sviluppata autonomia locale in periodo di pace, quando solo la raccolta delle tasse confluiva verso la capitale. La società era ordinata secondo le credenze induiste, con una rigida divisione in caste. L'induismo vide una cristallizzazione delle sue più importanti caratteristiche: principali divinità, pratiche devozionali e importanza dei templi.
Fiorirono i commerci e gli scambi, mentre la mitologia e l'architettura induista e buddhista si radicarono nel Borneo, in Cambogia, in Thailandia, in Indonesia.

## Storia
La dinastia Gupta proveniva dal Bengala, e il regno di Sri-Gupta, il fondatore della dinastia, si data agli anni 240-280 circa, mentre il suo successore, Ghatotkacha, indicato nelle iscrizioni come maharaja, regnò probabilmente tra il 280 e il 319 circa. Sri Gupta aveva regnato su una parte del Bengala, ma agli inizi del IV secolo il dominio dei Gupta si era esteso su alcuni piccoli regni hindu a Magadha (attuale stato indiano dell'Uttar Pradesh). La dinastia Gupta governò quindi l'India a nord della catena dei Vindhya nel IV e V secolo.

### Chandragupta I (319 ca.-335)
Chandragupta I, figlio di Ghatotkacha, aveva sposato Kumarâ Devî, una principessa Licchavi, che gli portò in dote il regno di Magadha, con capitale Pataliputra. Grazie a questa alleanza allargò quindi i suoi domini, che arrivarono ad estendersi dal fiume Gange a Prayaga (odierna Allahabad) e fu il primo dei Gupta ad attribuire a se stesso il titolo di maharajadhiraja ("grande re dei re").

### Samudragupta (335-375)
Chandragupta morì nel 335 e gli succedette il figlio Samudragupta, instancabile conquistatore e patrono delle arti.
Agli inizi del suo regno si impadronì dei regni di Shichchhatra e di Padmavati, e successivamente estese il suo dominio al regno di Kota e attaccò le tribù (Yaudheya, Arjunayana, Madura e Abhira) della regione di Malwa (attuale stato indiano di Madhya Pradesh). Prima della sua morte nel 375 i suoi domini si estendevano dall'Himalaya al fiume Narmada e dal Brahmaputra allo Yamuna. Assunse il titolo di "Grande re dei re" e di "monarca del mondo". Praticò per celebrare le sue conquiste il rito del sacrificio del cavallo (ashvamedha, animale caro agli Arya) e coniò splendide monete d'oro raffiguranti questo animale.
Alla corte di Samudragupta vissero importanti studiosi, come Harishena, Vasubandhu e Asaṅga, e lo stesso re fu poeta e musicista. Fu un sostenitore dell'induismo e devoto al dio Visnù, ma manifestò tolleranza verso le altre religioni e permise al re buddhista dello Sri Lanka di costruire un monastero a Bodh Gaya.

### Chandragupta II (375-413)

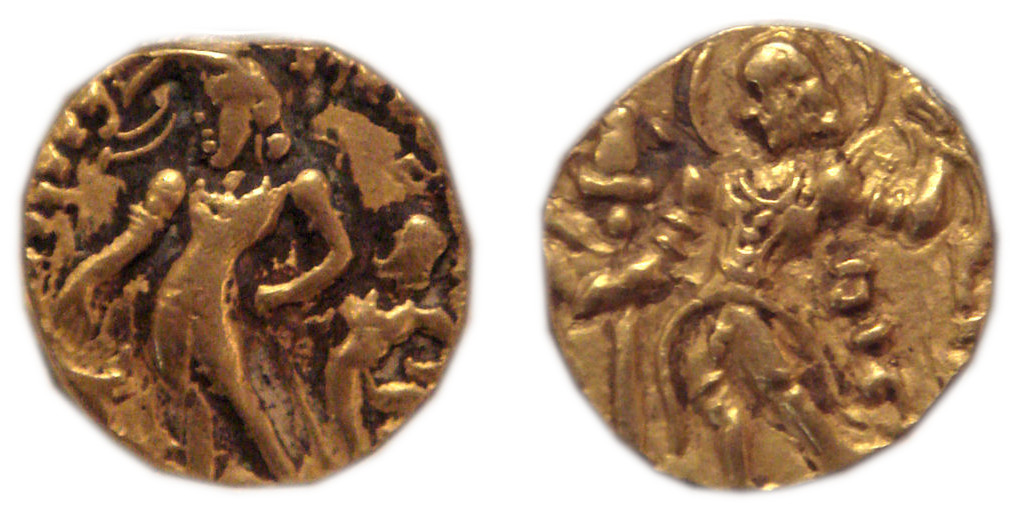
Monete di Chandragupta II

A Samudragupta succedette il figlio Ramagupta (375?), che venne preso prigioniero dai Saci e fu sostituito dal fratello Chandragupta II, detto Vikramaditya ("Sole del Potere"). Questi si alleò con il regno del Deccan, dando sua figlia Prabhavatigupta in sposa al re Rudrasena II (della dinastia Vakataka). Espanse il suo regno verso ovest, combattendo contro i Saci e l'Impero Kushan: sconfisse il suo principale oppositore, Rudrasimha III, nel 395, ma la campagna militare si prolungò fino al 409. Sottomise inoltre i capi Vanga nel Bengala. Il suo dominio si estese da una costa all'altra e fu stabilita una seconda capitale, prevalentemente commerciale a Ujjain. Il suo regno costituì l'apogeo dell'Impero Gupta.
Durante il suo regno si ebbe inoltre una fioritura in campo artistico, letterario, culturale e scientifico. A questo periodo appartengono i pannelli scolpiti del tempio di Dashavatara a Deogarh e nell'arte si sviluppò uno stile caratterizzato dalla sintesi di elementi sacri e sensuali. Si sviluppò anche l'arte giainista e buddhista, che ebbe grande influenza nell'Asia orientale e sud-orientale. Il periodo venne documentato dallo studioso e viaggiatore cinese Fa-hsien nel suo diario, pubblicato in epoca successiva.
Si ritiene che alla sua corte abbia vissuto il celebre poeta Kālidāsa.

### Kumaragupta I (413-455)

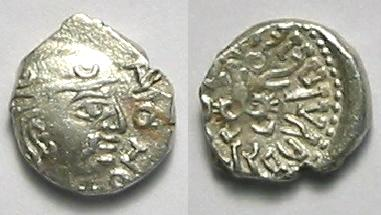
Moneta d'argento del re Kumaragupta. Al dritto la testa del sovrano con copricapo decorato da crescenti lunari e al rovescio l'uccello divino Garuda, circondato da una legenda in brahmi che diceva Parama-bhagavata rajahiraja Sri Kumaragupta Mahendraditya, ossia "Molto devoto re dei re Kumaragupta Mahendraditya".

A Chandragupta II succedette nel 414, forse dopo un breve regno di Govindagupta Balâditya, il figlio Kumaragupta I, conosciuto come Mahendraditya, che regnò sino al 455. Verso la fine del suo regno si accrebbe la potenza della tribù Pushyamitra, originaria della valle del fiume Narmada, che giunse a minacciare l'impero Gupta.

### Skandagupta (455-467)
A Kumaragupta I succedette il figlio Skandagupta, generalmente considerato l'ultimo dei grandi sovrani Gupta. Riuscì a debellare la minaccia dei Pushyamitra e difese l'impero dalle invasioni degli Unni Bianchi dal nord-est e per le sue vittorie si assunse il titolo di Vikramaditya. Le spese di guerra prosciugarono tuttavia le risorse dell'impero, com'è visibile dalla diminuzione del titolo delle monete coniate in questo periodo, causando l'inizio del declino dell'impero dopo la sua morte, nel 467.

### Il declino e la fine
A Skandagupta succedette prima il fratello Pûrugupta (467-472) e quindi il figlio Narasimhagupta I Baladitya (472-473), seguito da Kumaragupta II (473-476) e da Budhagupta (476-495?). Durante il regno di quest'ultimo gli Unni Alcioni, guidati dal loro re Toramana, superarono le difese ai confini nord-orientali e l'impero si disgregò. Gli Unni Alcioni, sotto Toramana e il suo successore Mihirakula si impadronirono della maggior parte delle province dell'impero e in alcune regioni si installarono diverse dinastie locali, mentre i Gupta continuavano a regnare nella parte più occidentale.
Si conoscono i nomi di alcuni re successivi, sebbene la linea di successione non sia del tutto chiara: Chandragupta III (data incerta), Prakâshâdityagupta e Vainyagupta (508?), Narasimhagupta II (510?), Bhanugupta Baladitya (510-530?) Kumaragupta III (530-540?) e l'ultimo sicuro appartenente alla dinastia, Vishnugupta (540-550?). Le iscrizioni provano che la sovranità di questi re doveva essere ancora riconosciuta nella valle del Narmada nel 528 e nel Bengala settentrionale nel 543-544 ma il loro potere entro la metà del VI secolo si era ridotto a quello di semplici capi locali.

## L'organizzazione dello Stato Gupta e delle province
Lo Stato era retto da un re e si avvaleva di una burocrazia centralizzata di funzionari e ministri dipendenti strettamente dal re. Alcune province erano amministrate da principi di sangue reale (marajaputrah, lett. "Figli del Grande re"), altre da governatori (uparikha). Le province erano suddivise a loro volta in prefetture (vishaya) rette da dei prefetti chiamati vishayapathi, nominati e controllati dal governatore o dal principe di sangue reale.

## L'organizzazione militare
Rispetto ai loro nemici gli eserciti dei Gupta erano probabilmente meglio disciplinati e organizzati. La loro tattica militare, sulla quale siamo informati dal trattato militare classico di Siva-Dhanur-veda e dalle fonti cinesi e persiane, si basava sull'utilizzo combinato degli elefanti da guerra, della cavalleria pesante e di arcieri di fanteria.
I Gupta utilizzarono elefanti da guerra, tradizionali negli eserciti indiani, dotati di armature. L'uso dei carri da guerra era stato abbandonato, e sostituito dalla cavalleria pesante, con soldati e cavalli dotati di armature di maglia, armati con mazze e lance, in modo simile ai contemporanei cibanarii degli eserciti sasanide e bizantino. I finimenti comprendevano le staffe, permettendo una stabilità maggiore al cavaliere. Non è chiaro se il loro uso fosse in appoggio a quello degli elefanti.
Il cuore dell'esercito era costituito da arcieri di fanteria e gli archi, che erano la principale arma dell'esercito. Si trattava di archi lunghi medioevali, costruiti prevalentemente in bambù, ma anche in metallo, per i nobili. Lanciavano lunghe frecce con aste di bambù e punta metallica, capaci di grande penetrazione; frecce con aste in ferro erano usate contro gli elefanti e venivano inoltre utilizzate frecce incendiarie. Gli arcieri venivano protetti dalla fanteria equipaggiata con scudi, giavellotti e lunghe spade. Nonostante fossero frequentemente in uso tra i loro nemici, non sembra abbiano invece utilizzato arcieri a cavallo.
I Gupta erano inoltre a conoscenza di macchinari per assedio, di catapulte e di altre sofisticate macchine da guerra. Disponevano inoltre di una marina militare, che permetteva loro di controllare le acque interne.

## La letteratura, le arti e le scienze
La stabilità politica e la prosperità economica dell'impero Gupta condussero ad un notevole sviluppo culturale, che influenzò profondamente non solo il subcontinente indiano, ma anche le adiacenti regioni asiatiche. Il monaco cinese Lui Kang, che fu in India e in Sri Lanka tra il 399 e il 414 notò la generale prosperità e la natura pacifica e affabile delle popolazioni e descrisse belle città, con ospedali e università. Le grandi università dell'India centrale e orientale accolsero studenti provenienti da regioni lontane: le più importanti furono quelle di Nālandā e di Vikramasila.

### Letteratura in sanscrito
L'uso del sanscrito si diffuse a detrimento delle diverse parlate fino ad allora in auge (pracriti) e la letteratura buddhista e giainista, che era stata precedentemente prodotta in lingua pāli, iniziò ad essere scritta in sanscrito. La letteratura sanscrita, caratterizzata dall'unione tra sacro e profano, raggiunse il suo apogeo.
Diverse importanti opere letterarie vennero scritte in questo periodo: "Il carretto di argilla" e "Mrichchakatika" di Sudraka, "Sakuntala e le poesie di Kālidāsa, il "Pañcatantra", favole di animali, di Vishnu Sharma, le opere teatrali di Bhāsa). A quest'epoca risale anche probabilmente la redazione del Kāma Sūtra, di Vatsyayana.

### Arte

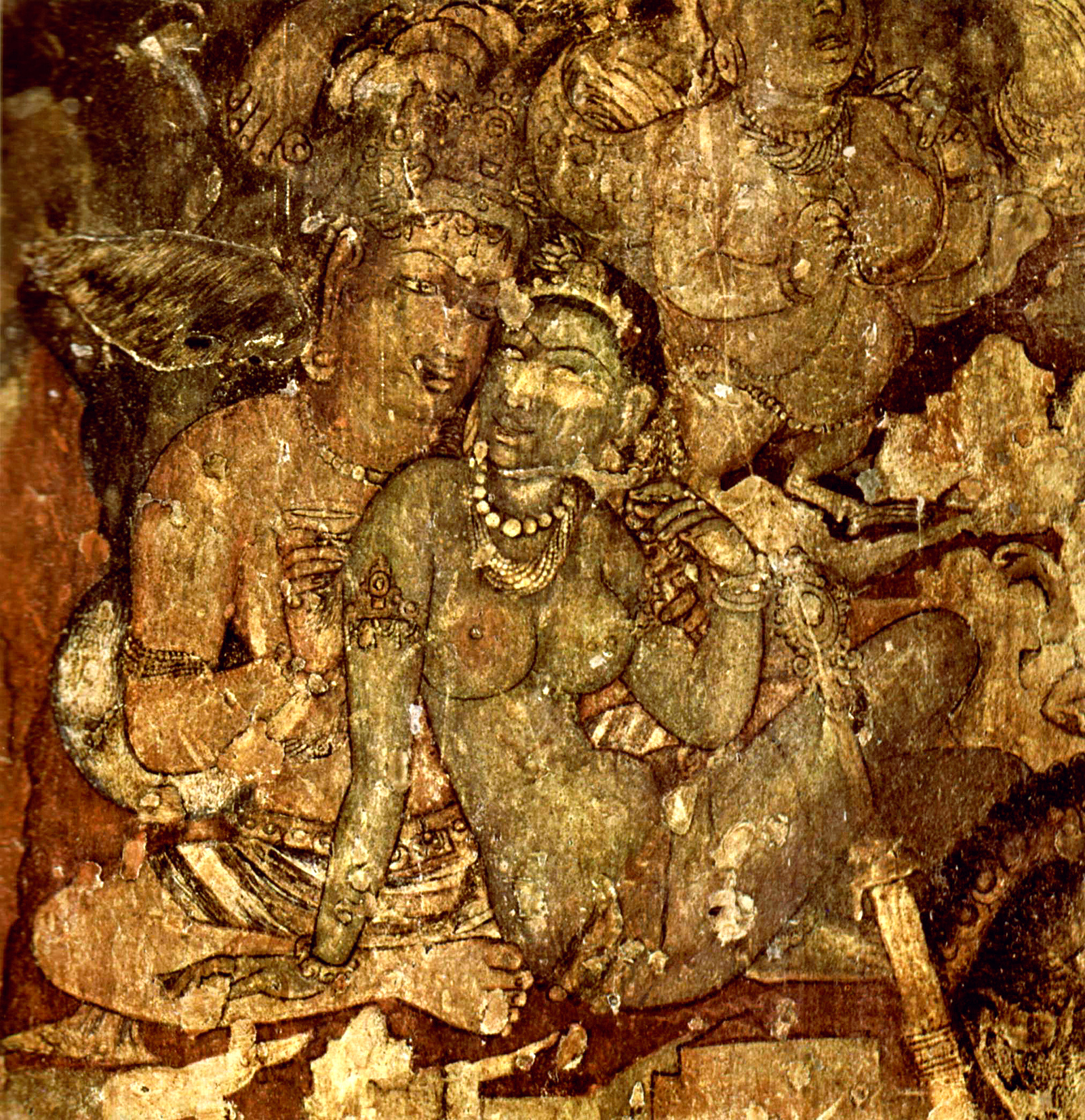
Affresco rupestre di Ajanta

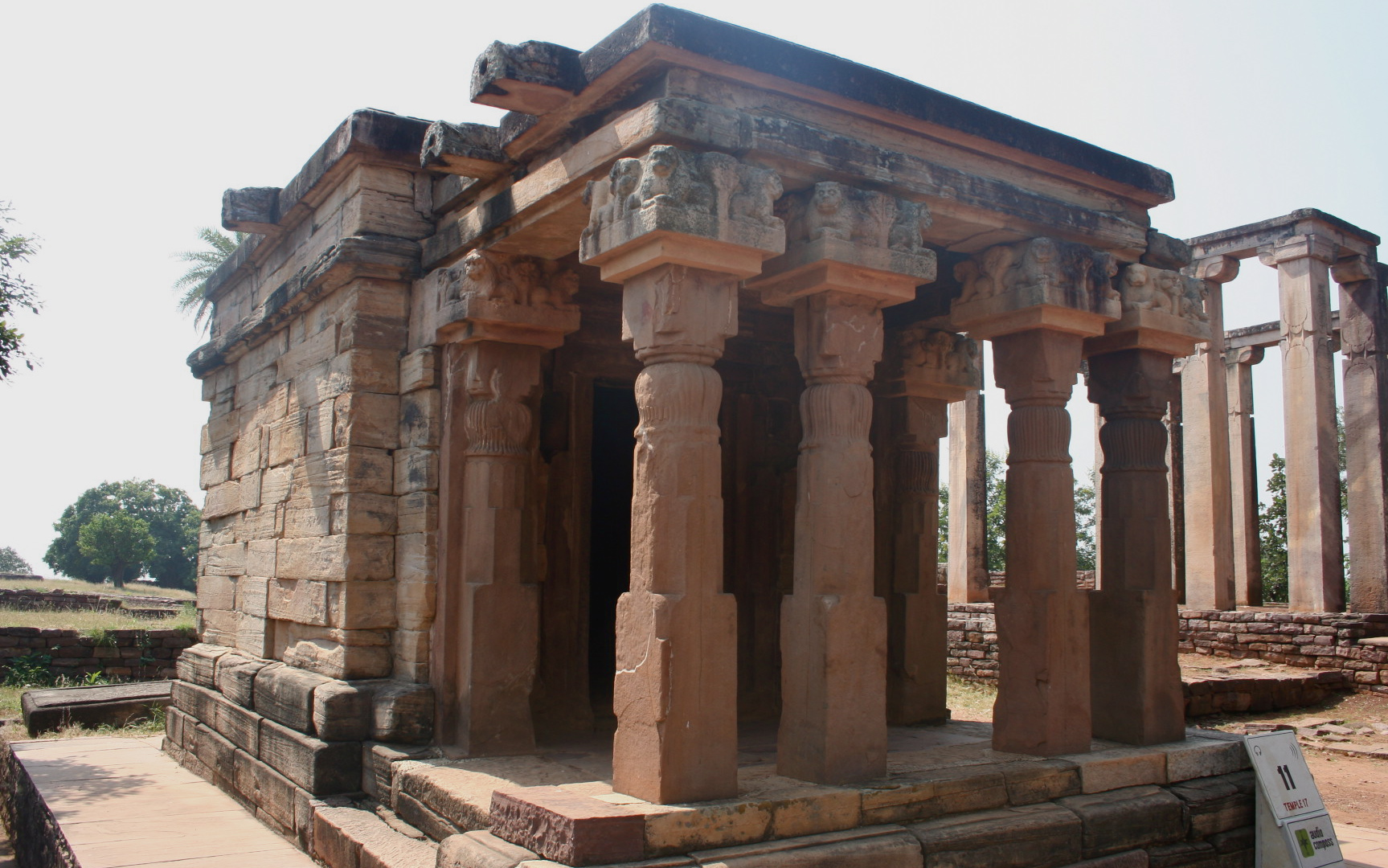
Un tempio tetrastilo a Sanchi di epoca gupta, che rivela influenze ellenistiche

Il periodo Gupta è generalmente considerato un picco classico dell'arte dell'India settentrionale per tutti i principali gruppi religiosi. Sebbene la pittura fosse evidentemente diffusa, le opere sopravvissute sono quasi tutte sculture religiose. Il periodo vide l'emergere della divinità iconica in pietra scolpita nell'arte indù, così come la figura del Buddha e le figure dei tirthankara giainisti, queste ultime spesso su scala molto grande. I due grandi centri di scultura erano Mathura e Gandhara, quest'ultimo centro dell'arte greco-buddista. Entrambi esportarono la scultura in altre parti dell'India settentrionale.
Vennero dedicati templi a differenti divinità e si svilupparono un'architettura, una scultura e delle arti figurative raffinate. Si stabilì un'iconografia tradizionale per la rappresentazione del Buddha, con indumenti spessi dai panneggi a pieghe nette, corpi allungati e idealizzati, occhi allungati, con sottili sopracciglia, ciocche di capelli a forma di guscio di lumaca e sguardi distanti e meditativi. Si produssero piccole sculture in metallo e pannelli a rilievo per i templi.
Gran parte dei monumenti sono andati distrutti, alterati o utilizzati per uso diverso da quello originario, e questo rende più complicata la loro datazione.
I più famosi monumenti rimasti in stile Gupta, le grotte di Ajanta, Elephanta ed Ellora (rispettivamente buddiste, indù e miste, comprese quelle giainiste), sono stati in realtà prodotti da dinastie successive, ma riflettono principalmente la monumentalità e l'equilibrio dello stile Gupta.
Ajanta contiene di gran lunga le più significative sopravvivenze di pittura di questo periodo e di quelli circostanti, mostrando una forma matura che probabilmente ha avuto un lungo sviluppo, principalmente nella pittura dei palazzi. I dipinti rupestri di Ajanta sono affreschi in stucco colorato che rappresentano le varie vite del Buddha e sono una preziosa fonte di informazione per la vita quotidiana del tempo in India: il dipinto più celebre è la raffigurazione del "Bodhisattva Padmapani", un bodhisattva che regge in mano un fiore di loto.
Altre opere famose opere sono la scultura del Buddha di Sarnath, i rilievi del tempio Dashavatara di Deogarh e il santuario rupestre di Udaygiri. Se le opere decorative del IV e V secolo si distinsero per la grande vivacità e bellezza, per l'aspetto più scultoreo che grafico anche negli affreschi, per i gesti quasi danzanti delle figure, quelle successive al VI secolo assunsero gusti manieristi, decadenti e talvolta ripetitivi.

### Scienza
L'educazione includeva discipline come grammatica, composizione, logica, metafisica, matematica, medicina e astronomia e le scienze raggiunsero un alto grado di sviluppo e un'alta specializzazione. Furono scritti libri di medicina, di veterinaria, di matematica, di astronomia e astrofisica.
Due dei maggiori matematici antichi dell'India, Aryabhata e Varāhamihira, vissero in questo periodo e a quest'epoca risale per l'algebra lo sviluppo del sistema numerico decimale, con l'elaborazione dei concetti di numero 0 e di infinito, e l'invenzione dei numeri arabi. Questi avanzamenti furono fatti propri dai Persiani ed erroneamente attribuiti agli Arabi, che li introdussero indirettamente in seguito nel mondo europeo.
Usando le loro abilità matematiche ulteriori avanzamenti si ebbero in campo astronomico: nella sua esposizione dell'astronomia Aryabhata, nel 499 calcolò correttamente la durata dell'anno solare e le orbite dei corpi celesti. La terra fu considerata sferica e in rotazione intorno al proprio asse. Altre scoperte riguardarono la gravità e i pianeti del sistema solare, che venivano utilizzati negli oroscopi. 
In campo medico i progressi furono ostacolati dalla prescrizione religiosa che proibiva di entrare in contatto con corpi morti, scoraggiando la dissezione anatomica. Furono tuttavia fatti progressi nell'ambito della farmacopea e in operazioni di taglio cesareo o di vera e propria chirurgia estetica.